# Azathoth
Azathoth  est une créature fantastique fictive tirée de l'œuvre littéraire du Mythe de Cthulhu de l'écrivain américain Howard Phillips Lovecraft.
Surnommé le « Sultan des Démons », Azathoth est le dieu des démons présentée comme le maître des Autres Dieux (Other Gods) dans La Quête onirique de Kadath l'inconnue (The Dream-Quest of Unknown Kadath).

## Description
Azathoth, « le Sultan des Démons », est le maître des  Autres Dieux (Other Gods) et existe depuis le commencement des temps. Il vit au centre de l'univers, au-delà de l'espace temps normal. Là, son corps informe se contorsionne sans cesse au son de la mélopée monotone d'une flûte, accompagné dans sa danse par les autres dieux qui l'entourent. Azathoth est décrit comme étant à la fois aveugle et stupide ; c'est un monstrueux chaos nucléaire. Ses moindres désirs sont immédiatement exaucés par Nyarlathotep.
Il est surnommé, entre autres, « le Chaos nucléaire ».

## Influences
Le second morceau de l'unique album du groupe de rock psychédélique Arzachel sorti en 1969 s'intitule Azathoth. Les paroles de la chanson co-écrite par Mont Campbell et Dave Stewart font référence explicitement au roi des démons :
Mindless Demon
Ruling in absolute chaos
Human minds cannot believe
Fractured rainbows
Circling deep in the darkness
Bright red trails of pain
Azathoth the Mighty
Centre of confusion
Ruler of the dead beneath the Sea of Clouds
Evil blind things
Ruling in absolute darkness
Fighting forever
(faint Latin incantations)
Weeping, gnashing
Falling in utter confusion
Fire and chaos thrive